# Vincenzo Rossi (militare)
Vincenzo Rossi (Carpi, 29 gennaio 1877 – Langfang, 14 giugno 1900) è stato un militare italiano, caduto durante la rivolta dei Boxer e medaglia d'oro al valor militare.

## Biografia
Figlio di Massimiliano Rossi e Lucia Ferrari e nativo di Carpi, si arruolò nella Regia Marina nel 1893, imbarcato come mozzo sulla nave Città di Genova. In seguito passò in servizio sulla goletta Capraia.
Nel 1896 si specializzò come palombaro, e divenne parte dell'equipaggio dell'ariete torpediniere Calabria. Assistette nelle operazioni di salvataggio della nave Sardegna, incagliatasi nel Grande Belt, e per i suoi meriti venne promosso nel 1897 sottocapo torpediniere.
Nel 1900 il Calabria venne inviato in Cina per assistere nella repressione della rivolta dei Boxer e soccorrere la legazione italiana a Pechino, impegnata con le altre rappresentanze straniere a resistere nell'assedio delle legazioni. Entrò quindi a far parte del corpo di spedizione italiano in Cina, e partecipò all'internazionale spedizione Seymour, partita il 10 giugno 1900 da Tientsin per liberare le legazioni. Quattro giorni più tardi Rossi fu posto al comando di una pattuglia italiana, incaricata di andare in avanscoperta poco lontano da Langfang, a metà strada tra Tientsin e Pechino. La pattuglia italiana fu tuttavia colta di sorpresa da un assalto dei Boxer, che la massacrarono, uccidendo anche Vincenzo Rossi, che tuttavia riuscì a dare l'allarme per impedire un'imboscata nei confronti della spedizione Seymour.
Per il suo eroico sacrificio, fu onorato con la medaglia d'oro al valor militare, conferita nel 1901, e nel 1905 ricevette anche dalla Francia la Médaille militaire. Nella natia Carpi è presente in suo onore una placca, posta il 20 settembre 1901 col contributo di Vittorio Emanuele III di Savoia. Gli sono inoltre intitolate varie vie, di cui una a Carpi, e in passato anche una strada nella concessione italiana di Tientsin.